# Albert Baez
Pour les articles homonymes, voir Baez.
Albert Vinicio Baez, né le 15 novembre 1912 à Puebla au Mexique et mort le 20 mars 2007 dans le comté de San Mateo en Californie, est un physicien mexicano-américain. Il est connu pour ses contributions significatives aux premiers développements des microscopes à rayons X ainsi que des télescopes à rayons X.
Il est le père des chanteuses Joan Baez et Mimi Fariña.

## Jeunesse
Baez est né à Puebla au Mexique. Sa famille déménage aux États-Unis lorsqu'il est âgé de 2 ans. Il grandit à Brooklyn.
En 1933, il obtient un baccalauréat en mathématiques de l'université Drew (en), puis une maîtrise en physique de l'université de Syracuse en 1935. En 1936, il se marie à Chandos Bridge. Le couple devient quakers et met au monde 3 filles : Pauline, Joan et Mimi. La famille déménage en Californie, où Albert Baez entame un doctorat en physique. En 1948, conjointement avec Paul Kirkpatrick (en), Baez met au point un microscope à rayons X permettant d'observer des cellules vivantes. Il obtient son doctorat en 1950.

## Carrière
Lors des années 1950, au début de la guerre froide, ses capacités sont sollicitées pour la course aux armements. De nature pacifique, il refuse plusieurs offres de l'industrie de l'armement, préférant consacrer sa carrière à l'éducation et aux causes humanitaires. De 1950 à 1956, il enseigne à l'université de Redlands, où il poursuit sa recherche sur les rayons X. Il prend une année sabbatique en 1951 et travaille pour l'UNESCO, déménageant un temps à Bagdad afin de créer le département et les laboratoires de physique de l'université de Bagdad. En 1959, il accepte un poste au MIT et déménage aux environs de Boston. En 1960, il travaille sur l'optique des télescopes à rayons X conjointement avec le Smithsonian Astrophysical Observatory. La même année, il déménage à Claremont (Californie) pour travailler au Harvey Mudd College (en).
En 1967, il publie The New College Physics: A Spiral Approach. De 1967 à 1974, il réalise environ cent films traitant de physique pour l'Encyclopædia Britannica.
En juin 1974, il reçoit un doctorat honoris causa de l'Open University.

## Source
- (en) Cet article est partiellement ou en totalité issu de l’article de Wikipédia en anglais intitulé « Albert Baez » (voir la liste des auteurs).